# Ramia

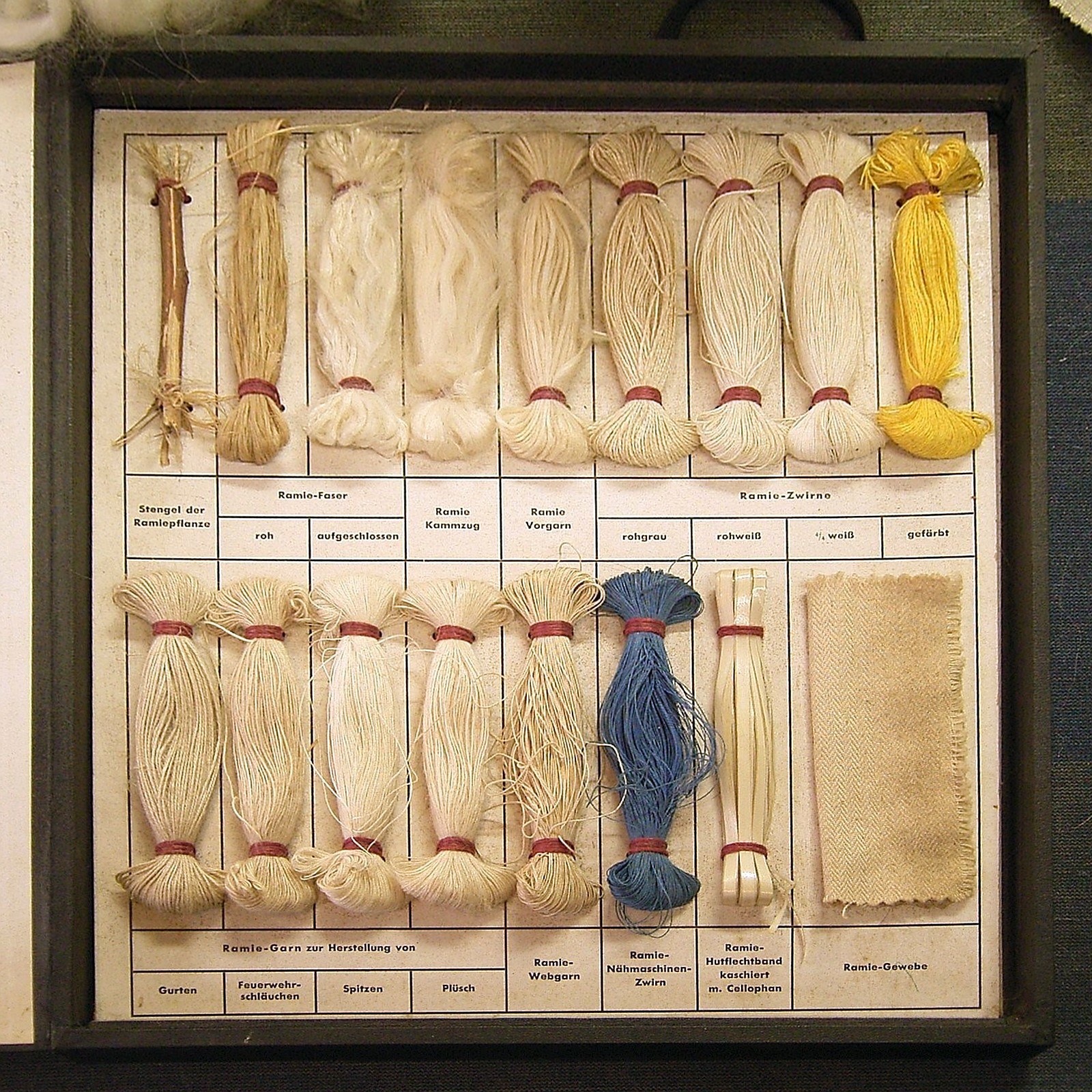
Fibra, filati e stoffa in ramiè

La ramia (detta anche ramiè) è una fibra vegetale usata da migliaia di anni nell'estremo oriente. È una fibra bianca, fine e lucente. I cinesi la utilizzavano molto tempo prima che il cotone fosse introdotto in oriente. Alla fine del XX secolo si è diffusa anche in occidente, soprattutto mista al cotone; l'utilizzo limitato in occidente è da imputare principalmente ai costi di lavorazione, soprattutto al costo della laboriosa estrazione della filaccia.
I maggiori produttori mondiali sono Cina, Taiwan, Corea, Brasile, Filippine.
Si ricava dai fusti di due specie di piante della famiglia delle Urticacee: Boehmeria nivea (o ramia bianca) e Boehmeria utilis (o ramia verde).

## Caratteristiche tessili
La fibra tessile è molto lunga, circa 120 mm, con un diametro medio di 50 micron. È morbida, lucente, uniforme, elastica e presenta una buona resistenza alla torsione.
Le fibre grezze hanno un colore bianco grigio o verdastro, le digrezzate bianco sericeo. La ramia contiene circa il 60% di cellulosa, il resto sono sostanze gommose e incrostanti; dopo il trattamento di sgommatura, il contenuto di cellulosa può arrivare sino al 95%.
I vantaggi della ramia:
- resiste all'attacco di vermi, batteri e muffe
- estremamente assorbente
- facilmente smacchiabile
- resistente a temperature molto elevate
- non restringe
- facile da sbiancare

Gli svantaggi della ramia:
- poco elastica
- poco resistente all'abrasione
- aggrinzisce facilmente
- rigida e fragile

## Utilizzo della ramia
La fibra in genere viene mescolata ad altre fibre naturali o sintetiche (soprattutto cotone, canapa, lana, seta, viscosa, acrilico) e dona maggiore resistenza e luminosità ai tessuti.
È utilizzata principalmente per tovaglie, fazzoletti, tovaglioli, ma anche per cravatte e abiti estivi. È anche usata per reti da pesca, vele, carta moneta, carte valori e per i cappelli di paglia.

## Lavaggio e manutenzione
I tessuti di ramia (o anche misto ramia) possono essere lavati ad acqua o a secco.
La stoffa di ramia può essere sbiancata facilmente con candeggina o clorica e sopporta temperature superiori a 100 °C per la stiratura.

## Etichettatura tessile
- sigla RA